# Stjepan Prvčić
Stjepan Prvčić (Koprivnica 1893. – Koprivnica 1960. ), hrvatski političar
Od 1923. je potpredsjednik koprivničke mjesne organizacije seljačke stranke, bio je član odbora kotarske organizacije HSS-a, vodio je kotarsku organizaciju Seljačke sloge. Prije i za vrijeme drugog svjetskog rata je bio zatvaran. Rano se angažirao u antifašističkoj borbi, aktivan u GNOO Koprivnica, a bio je predsjednik Okružnog NOO Bjelovar i prvi predsjednik oblasnog NOO za zagrebačku oblast. Jedan je od osnivača HRSS-a u kojem je djelovao kao potpredsjednik. U ZAVNOH-u je jedan od čelnih ljudi (član tajništva), a nakon rata je sudjelovao u radu hrvatske vlade ministar poljoprivrede) i sabora (bio je član prezidija). Uz to je bio član izvršnog odbora Narodne fronte Jugoslavije i član tajništva u izvršnom odboru Narodne fronte Hrvatske.